# 诺德海德地区布赫霍尔茨
诺德海德地区布赫霍尔茨（德語：Buchholz in der Nordheide，發音：[ˈbuːxˌhɔlts ʔɪn deːɐ̯ ˈnɔʁtˌhaɪdə]）是德国下萨克森州哈尔堡县的城市，面积74.76平方千米，2023年12月31日人口为41,290人。

## 友好城市
布赫霍尔茨共与5座城市结为友好城市关系：
- 法國 康特勒（1975年）
- 波蘭 沃武夫（1996年）
- 芬兰 耶尔文佩（2005年）
- 乌克兰 布羅德（2023年）
- 乌克兰 别尔季切夫（2024年）